# SN 2006id
SN 2006id – supernowa typu Ia odkryta 6 września 2006 roku w galaktyce A225505+2106. W momencie odkrycia miała maksymalną jasność 18,70m.